# Государственный театр Клагенфурта
Государственный театр Клагенфурта (нем. Stadttheater Klagenfurt) — муниципальный театр Клагенфурта, в административном центре Каринтии, Австрия. Нынешнее здание было спроектировано венским архитектурным бюро Fellner & Helmer; строительство было завершено в 1910 году, открыто в том же году.

## История
Первый театр в Клагенфурте был построен в 1605—1620 годах как «Бальный зал» (Ballhaus) для аристократии. Постепенно в зале начали выступать всё больше итальянских артистов, которые на пути из Венеции в Вену останавливались в Клагенфурте. В конце XVIII века кроме аристократов театр начали посещать представители интеллигенции, военные, государственные служащие и богатые купцы. В 1811 году на месте деревянного здания была построена каменная, которую теперь называют «Старым театром» (Altes Theater).
Здание было спроектировано венским архитектурным бюро Fellner & Helmer как почти идентичная копия городских театров в городах Гисене и Яблонец-над-Нисоу, которые были построены в 1906 и 1907 годах соответственно. Строительство началось в 1908 году и было завершено в 1910 году. Здание было открыто по случаю 60-летия со дня рождения австрийского императора Франца Иосифа I и поэтому получило название «Kaiser Franz Joseph I. Jubiläumstheater».
В 1960-х годах здание ремонтировалось, и ещё раз ремонтировалось с 1996 по 1998 год по проекту Гюнтера Доменига.
Городской театр Клагенфурта был удостоен австрийской театральной премии имени поэта Иоганна Непомука Nestroy в различных номинациях в 2003, 2006 и 2011 годах. Среди артистов, получивших премию и работавших в этом театре, были Мартин Кушей, Бернд Лиепольд-Моссер, Михаэль Маертенс, Михаэль Шоттенберг и Мартин Зехетгрубер.